# Cámara de Comercio Británica en México

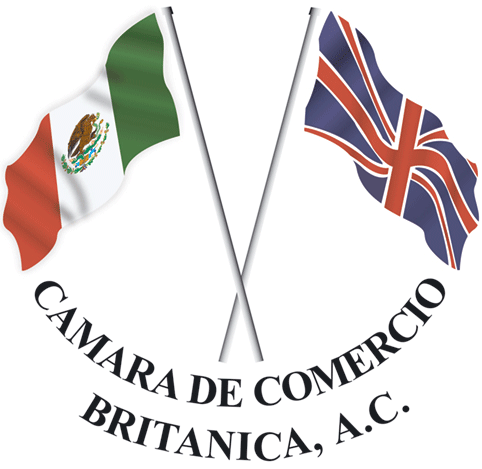
Logo

La Cámara de Comercio Británica en México es una organización sin fines de lucro dedicada a promover el comercio y la inversión entre México y el Reino Unido a través de una serie de eventos, seminarios y redes.
La Cámara es una organización sin fines de lucro y por lo tanto independiente de cualquier gobierno.
La Cámara de Comercio Británica en México es una de las Cámaras Europeas en México con la tasa más alta de membresía, además es una de las Cámaras británicas más activas en América Latina.

## Historia
La Cámara de Comercio Británica fue fundada en la Ciudad de México el 24 de junio de 1921, cuando una Carta fue firmada por las siguientes personas:
- Joseph H. Hogarth, quien se convirtió en el primer presidente de la Junta
- Crosbie H. Lloyd, quien actuó como secretario durante 7 años
- William Holden
- John S. Pattinson

Aunque la Carta fue firmada en el año 1921, se habían celebrado reuniones de los fabricantes británicos y hombres de negocios en México con anterioridad, en los años previos a la creación de la Cámara.
En el momento de la creación de la Cámara, la inversión británica en México fue muy alta. En los años siguientes, este interés se redujo, pero en años más recientes, los esfuerzos para aumentar el comercio bilateral han tenido éxito.

## Servicios
La Cámara de Comercio Británica en México organiza sus propios eventos, ayuda a organizar y participa en eventos externos, obtiene descuentos para sus miembros, ofrece asesoramiento y facilita la creación de redes para las empresas en México o empresas interesadas en establecerse en México.

## Grupos Sectoriales De Trabajo
Los miembros de la Cámara pueden unirse a los grupos sectoriales de trabajo, que representan ciertas industrias en México. Estos grupos se reúnen mensualmente para compartir consejos y mejores prácticas, así como organizar eventos relacionados con su sector y redactar informes.